# Maximo vs. Army of Zin
Maximo vs. Army of Zin (魔界英雄記 マキシモ ～マシンモンスターの野望, Makai Eiyuuki Maximo: Machine Monster no Yabou) est un jeu vidéo d'action-aventure développé par Capcom pour la PlayStation 2. Le jeu est basé sur l'univers de la série Ghosts 'n Goblins.
Le jeu est une suite de Maximo: Ghosts to Glory .

## Synopsis
Huit mois après la défaite d'Achille, le valeureux roi Maximo est reparti à l'aventure en compagnie de son ami Grim la faucheuse, dans l'espoir de retrouver sa bien-aimée disparue, Sophia.
Mais un soir, au cours d'un bivouac, Maximo est attaqué par trois brigands qui seront massacrés peu après par une étrange créature mécanique. Vaincue par Grim, ce dernier découvre qu'une âme est utilisée comme source d'énergie par cette créature, et, constatant qu'une fois encore le monde souterrain subit une pénurie, demande à Maximo de retrouver d'autres monstres mécaniques et de continuer sa quête. Une nouvelle aventure s'ouvre alors à nos deux amis, emplie de dangers et de découvertes à l'égal de la précédente.

## Système de jeu
Niveaux: Tout comme le premier volet, le système est basé sur un système de niveaux concentrés par types d'environnement (village, forêt, montagnes, etc.) rencontrés par le joueur au fil du jeu, chaque environnement étant décomposé en trois niveaux et un boss.
Armure: Maximo évolue dans ces différents univers tous comme le premier opus, avec un système d'armure pouvant passer d'une armure simple (deux barres vitales) à une armure en or (quatre barres, et contrairement au premier opus, ce type d'armure n'est pas limitée en termes de temps).
Trésors, potions, coffres: Outre les armures, différents objets sont mis à disposition, pièces d'or, bourses, diamants, potions de santé, toujours avec un système de coffres de bois ou de fer, apparents ou à déterrer.
Armes: Maximo est toujours équipé de son épée, Parilla, et d'un bouclier en fer devenu indestructible. Au fil du jeu, trois autres armes alternatives sont à trouver, certaines étant obligatoires pour avancer dans certains niveaux.
Innocents: Une différence majeure avec Maximo ghost'n glory est l'apparition d'innocents, personnages secondaires du niveau qui doivent être secourus par Maximo avant de succomber sous les coups des ennemis. Certains innocents peuvent vendre à Maximo des objets, ou des techniques de combat.

## Rééditions
- 2012 - PlayStation 3 PSN